# نظام انتخاباتی
نظام انتخاباتی (به انگلیسی: electoral system) یا نظام رأی‌گیری (به انگلیسی: voting system)، روشی است که تحت آن رای‌دهندگان دست به انتخاب میان گزینه‌ها می‌زنند، این انتخاب غالباً یا در شکل یک انتخابات برگزار می‌شود یا از طریق همه‌پرسی و دربارهٔ یک سیاست کلان.
یک نظام انتخاباتی تضمین‌کنندهٔ برگزاری انتخابات به گونه‌ای معتبر است، و مقرر می‌سازد که آراء رای‌دهندگان چگونه جمع‌آوری و شمرده شود. نظام‌های رایج رای‌گیری، حکومت اکثریت، نمایندگی تناسبی و کثرت آراء است که با گوناگونی بسیاری در شیوه‌های جمع‌آوری، شمارش و تضمین سلامت انتخابات در این نظام‌ها مواجه هستیم. مطالعهٔ نظام‌های انتخاباتی یاد شده، نظریه انتخاب اجتماعی یا نظریه انتخاباتی یا رای‌گیری نام دارد که زیر مجموعه‌ای از علم سیاست، اقتصاد یا حتی ریاضیات می‌باشد.
آن‌هایی که با نظریه رای‌گیری آشنایی ندارند اغلب از این که نظام‌های انتخاباتی دیگری نیز وجود دارند شگفت زده می‌شوند. فارغ از این که باید گفت در هر حالت و هر گونه از نظام‌های انتخاباتی تعاریف ابتدایی، بعضاً متفاوت است و برای مثال تعریف اکثریت و این که به چه تعداد کسانی گفته می‌شود در این نظام‌ها یکسان نیست. وابسته به تعریفی که برای اکثریت انتخاب می‌شود ممکن است اتفاقی رخ دهد که نتایج حاصل از انتخابات (مثلاً در نظام حکومت اکثریت) توسط اکثریت آن جامعه مورد حمایت قرار نگیرد. اگر هر انتخاباتی تنها دو گزینه داشت، می‌شد در نظر گرفت که برنده شدن یک طرف با بهره‌گیری از نظام حکومت اکثریت به تنهایی بوده‌است. با این وجود وقتی سه، چهار گزینه یا حتی گزینه‌هایی بیشتر وجود داشته باشند، احتمالاً دیگر برای مردم این گونه نیست که آن کس که بیشتر از همه را دوست دارند انتخاب کرده یا جلوی آن که اصلاً دوست ندارند را بگیرند. یک انتخاب ساده به رای‌دهندگان اجازه نمی‌دهد که احساسات واقعی شان را دربارهٔ گزینهٔ مورد انتخاب ابراز کنند. نظام‌های رای‌گیری متفاوت ممکن است نتیجه‌های کاملاً متفاوتی به دست بدهند، به ویژه در مواردی که دربارهٔ تعریف اکثریت، اجماعی وجود نداشته باشد.

## ابعاد
یک نظام انتخاباتی از طریق شاخصه‌های آن شناخته می‌شود، مواردی چون برگه رای، تعیین میزان افراد شایسته رأی دادن، و شیوه‌های شمارش آرا، که الگوریتمی برای تعیین نتیجه می‌باشند. این نتیجه ممکن است حاکی از پیروزی یک نفر باشد، یا ممکن است پیروزی افراد زیادی را به اطلاع برساند، همان‌طور که در انتخابات‌های مجالس نمایندگی شاهد آن هستیم. نظام رای‌گیری ممکن است حتی تعیین کند که قدرت رأی دادن چگونه در میان رای‌دهندگان توزیع شود، و این که چگونه رای‌دهندگان به گروه‌های کوچک‌تر تقسیم می‌شوند تا رأی‌هایشان به گونه‌ای جداگانه و مستقلاً مورد شمارش قرار بگیرد.
در برگزاری یک انتخابات در جهان واقعی، تمام ابعاد در نظام حقوقی مورد استفاده، مورد اشاره قرار نگرفته‌اند. برای مثال، یک نظام انتخاباتی معین می‌کند که رای‌گیری باید از طریق برگه‌های رأی صورت پذیرد ولی در تعیین این که این برگه‌ها باید ورق‌های کاغذ، تکه‌های مقوا یا حتی به صورت دیجیتال و کامپیوتری باشند، حرفی نمی‌زند. هم چنین یک نظام انتخاباتی مشخص نمی‌کند که آیا و چگونه رای‌ها باید مخفی نگاه داشته شوند، چگونه تعیین کنیم که رای‌ها به درستی شمرده شده‌اند، یا این که چه کسی شایستهٔ رأی دادن است. این‌ها زوایای موضوع گسترده‌تری هستند که نظام‌های انتخاباتی نام دارد.

### برگه رای

برگ رای ساده که رای‌دهنده باید تنها به یک نامزد رای دهد.

نظام‌های متفاوت اخذ رأی دارای اشکال گوناگونی برای اجازه به افراد هستند که به آن‌ها اجازه اظهار رأی شان را می‌دهد. در نظام‌های رای‌گیری اولویتی یا برگ رای‌های درجه‌بندی شده، رای‌دهندگان موظف اند که به افراد حاضر در لیست رای‌گیری بر اساس اولویت مد نظرشان رتبه بدهند و آن‌ها را از بیشترین تا کمترین میزان ارجحیت، رتبه‌بندی کنند. در نظام‌های رای‌گیری در یک محدوده، رای‌دهندگان به هر یک از گزینه‌ها به‌طور جداگانه امتیاز می‌دهند. در نظام‌های کثرت آراء، رای‌دهندگان فقط یک گزینه را انتخاب می‌کنند، در حالی که در نظام‌های تأییدی می‌توانند هر چند نفر که می‌خواهند را انتخاب کنند. در نظام‌هایی که اجازهٔ انباشت آرا را به رای‌دهندگان می‌دهند، رای‌دهندگان ممکن است به یک نامزد برای چند بار رأی بدهند.
بعضی از نظام‌های اخذ رأی شامل گزینه‌هایی اضافی در برگه‌های رأی هستند، گزینه‌هایی چون، نوشتن نام نامزدها یا گزینهٔ هیچ‌کدام، و دیگر گزینه‌هایی از این دست.

### نامزدها
بعضی از روش‌ها، شیوه‌ای را اتخاذ کرده‌اند که تحت آن یک انتخابات مقدماتی صورت می‌گیرد برای این که تعیین کند اسم کدام نامزدها در برگه‌های رأی درج شود.

### وزن آرا
بسیاری از انتخابات‌ها بر پایهٔ این اصل بنا شده‌اند که هر فرد یک رای، و به این معنی است که آرای رای‌دهندگان به گونه‌ای برابر مورد شمارش قرار می‌گیرد. البته این اصل در تمام انتخابات‌ها صادق نیست. برای مثال در انتخابات شرکت‌ها معمولاً وزن رأی هر کس بر اساس میزان سهام وی در سرمایه شرکت است و اصل یادشده به این ترتیب تغییر یافته که هر سهم یک رای. همچنین آرا می‌توانند به دلایل دیگر وزن‌های متفاوتی داشته باشند، مانند افزایش وزن رأی اعضای درجه بالای یک سازمان.
وزن رأی به معنی قدرت رأی نیست. در موقعیت‌هایی که یک گروه مشخص رای‌دهندگان می‌خواهند تمام رأی‌هایشان را به صندوق یک نامزد خاص بریزند (برای مثال احزاب سیاسی در مجلس)، قدرت رأی به این معناست که آن گروه چقدر توانایی تغییر در نتیجه رای‌گیری را دارند. گروه‌ها ممکن است شکل دهنده یک ائتلاف باشند تا قدرت رأی خود را به حد اکثر برسانند.
در بعضی از ایالت‌های آلمان، قبل از سال ۱۹۱۸ یک نظام رای‌گیری وزن دار بود که گروه‌های حائز شرایط رأی دادن را به سه گروه بر اساس میزان مالیات بر درآمد شان تقسیم می‌کرد. هر یک از این گروه‌ها در داخل خود حق رأی برابر داشتند ولی حق رأی گروه‌ها با یکدیگر متفاوت بود.

### حوزه‌های انتخاباتی
اغلب هدف برگزاری یک انتخابات، انتخاب تعدادی از افراد برای نمایندگی در مجلس هر کشور است که در تمام این موارد، انتخابات چندین برنده دارد. این امر می‌تواند از طریق برگزاری یک انتخابات در جایی مشخص و انتخاب تمام برندگان از یک صندوق رأی صورت پذیرد یا این که می‌تواند رای‌دهندگان را به حوزه‌های مختلف بفرستد تا افراد در هر یک از این حوزه‌ها به نامزدهای متفاوت رأی داده و برندگان متفاوتی در هر حوزه اعلام شوند.
بعضی کشورها مثل اسرائیل، تمام مجلس خویش را با استفاده از یک انتخابات تک ناحیه‌ای، تعیین می‌کنند در حالی که کشورهایی دیگر نظیر جمهوری ایرلند یا بلژیک، انتخابات‌های ملی خویش را به نواحی و گروه‌های کوچک‌تر تقسیم کرده‌اند. در حالی که کشورهای دیگر نظیر ایالات متحده و بریتانیا تنها از روش‌های انتخاباتی تک برنده استفاده می‌کنند. نظام دومجلسی استرالیا برای مجلس عوام از انتخابات تک عضوی استفاده می‌کند و برای انتخابات مجلس اعیان از نظام چند عضوی بهره می‌جوید.
شیوهٔ تعیین حوزه‌ها و توزیع آن‌ها در جاهای مختلف، به شدت می‌تواند بر نتایج انتخابات تأثیرگذار باشد. توزیع و تقسیم این حوزه‌ها روندی است که تحت آن ایالات، مناطق، نواحی یا ناحیه‌های وسیع تر دارای کرسی در مجلس می‌شوند و معیار این تخصیص کرسی‌ها معمولاً بر اساس جمعیت آن ناحیه می‌باشد.

## شیوه‌های چند برنده‌ای

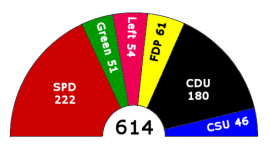
تعداد کرسی‌های احراز شده توسط هر حزب در انتخابات فدرال آلمان در سال ۲۰۰۵، مثال بارزی برای نظام‌های رای‌گیری نمایندگی تناسبی است.

بیشتر دموکراسی‌های غربی از بعضی اشکال نظام‌های اخذ رأی چند برنده‌ای استفاده می‌کنند، که ایالات متحده و بریتانیا استثنائاتی قابل توجه در این زمینه می‌باشند.
یک رأی با چند برنده، مانند انتخابات مجلس نمایندگان، تأثیرات عملی متفاوتی نسبت به یک رأی با یک برنده دارد. اغلب، شرکت کنندگان در یک انتخابات چند برنده‌ای بیشتر دغدغهٔ این را دارند که چه جمعی برنده انتخابات شده و مجلس را در دست خواهند گرفت تا این که در نظر داشته باشند دقیقاً چه کسانی رأی خواهند آورد. به این دلیل، بسیاری از نظام‌های چند برنده‌ای در تلاش اند تناسبی میان نمایندگان برقرار کنند، که به این معنی است که اگر یک حزب سیاسی (یا یک گروه سیاسی) صاحب فلان درصد آرا شود، باید تقریباً همان مقدار کرسی را در مجلس در اختیار بگیرد. البته تمام نظام‌های چند برنده‌ای، تناسبی نیستند.

### شیوه‌های تناسبی
شیوه‌های صحیح تناسبی به طریقی تضمین‌کننده این هستند که در نتایج انتخابات، هر کس که برندهٔ انتخابات می‌شود بسته به میزان رایی که به دست آورده نمایندگی رای‌دهندگان را بر عهده دارد. به این تعداد رای‌دهندگان، سهمیه می‌گویند. برای مثال، اگر سهمیه هزار رای‌دهنده است، آن وقت هر نامزد بیانگر نظریات هزار رای‌دهنده است و از ایشان نمایندگی می‌کند.
بیشتر نظام‌های تناسبی مورد استفاده، بر پایهٔ لیست ارائه شده از طرف احزاب سیاسی به منصه ظهور می‌رسند که تحت آن رای‌دهندگان به احزاب رأی می‌دهند به جای این که به تک تک نامزدها رأی بدهند. برای هر سهم از آرایی که هر حزب دریافت می‌کند، یکی از نامزدهای آن حزب برندهٔ یک کرسی در مجلس می‌شود. شیوه‌های این گونه نظام‌ها در تعیین این که هر سهم چقدر است، با یکدیگر متفاوت هستند.
مستقل از این که چه شیوه‌ای برای اعطای کرسی‌های مجلس به نمایندگان در نظر گرفته می‌شود، لیست ارائه شده توسط احزاب سیاسی می‌تواند باز یا بسته باشد. در یک نظام لیست باز، رای‌دهندگان تصمیم می‌گیرند که کدام نماینده‌ها در حزب، برنده کرسی‌های مجلس باشند. در نظام لیست بسته، کرسی‌ها بر اساس یک نظم از قبل تعیین شده که توسط حزب مقرر گشته‌است به نمایندگان محول می‌شوند. شیوهٔ مختلط هم در این میان به شیوه‌ای گفته می‌شود که در آن برای پر کردن تعدادی از کرسی‌ها از برندگان لیست احزاب استفاده می‌شود و بقیهٔ کرسی‌ها از طریق انتخابات‌های منطقه‌ای سرنوشت شان معلوم می‌شود.
در مقابل نظام لیست احزاب، نظام تک‌رأی انتقال‌پذیر وجود دارد که زیر مجموعه نظام رای‌گیری نمایندگی تناسبی است. در این نظام رای‌دهندگان به افراد نامزد در لیست بر اساس اولویت و ترجیح شان امتیاز می‌دهند. برعکس نظام لیستی احزاب این نظام به نامزدهایی که در احزاب سیاسی گرد هم آمده‌اند بستگی ندارد و به آن‌ها به عنوان یک کل نگاه نمی‌شود. این گونه رای‌دهندگان به نامزدهایی که می‌خواهند، بر اساس رجحان و اولویت خویش رأی می‌دهند ولی اتفاقی که می‌افتد این است که اگر یک نامزد نتوانست رأی نهایی را بیاورد رأی او می‌تواند به نفر بعد از وی بر اساس نظر رای‌دهنده منتقل شود؛ یا اگر نامزدی نتوانست به حداقل میزان رأی مورد نیاز دست یابد می‌تواند بر اساس اولویت از نفری که سهمیه مورد نیاز خود را به دست آورده، رأی بگیرد و این گونه نیز آرا منتقل می‌شوند.

### شیوه‌های نیمه تناسبی

این برگه رای به گونه‌ای طراحی شده که به رای‌دهنده اجازه می‌دهد رای خویش را میان چند نامزد به دلخواه خویش تقسیم کند

یک شیوهٔ کاربردی دیگر در نظام‌های انتخاباتی، شیوهٔ اخذ رأی انباشتی است که شیوه‌ای نیمه تناسبی تلقی می‌شود و در آن هر رای‌دهنده صاحب تعداد رای‌هایی به میزان کرسی‌های قابل انتخاب است. (البته در بعضی سیستم‌ها این تناسب متفاوت است و تعداد رای‌ها با تعداد کرسی‌ها یکسان نیست. برای مثال شش رأی برای سه کرسی). رای‌دهندگان می‌توانند رای‌های خود را میان تمام نامزدها، یا همه را بر روی یک نامزد یا ترکیبی از این دو خرج کنند. طراحی برگه‌های رأی به این شیوه در این نظام به رای‌دهندگان اجازه می‌دهد که آرای خود در میان نامزدهای گوناگون پخش کنند.
رای‌گیری انباشتی، شیوه‌ای رایج برای نگاه داشتن انتخابات‌ها در طریقی است که در آن قدرت رأی دهی نابرابر وجود دارد، مثل انتخابات‌های تعیین مدیر و هیئت مدیره شرکت‌ها که از اصل هر سهام یک رای پیروی می‌کند؛ و باید در نظر داشت که این شیوه فقط در مواردی قابل اعمال است که انتخابات دارای چند برنده می‌باشد. مثل انتخابات تعیین هیئت اجرایی یک شرکت.
نظام اخذ رأی انباشتی یک نظام تناسبی به‌طور کامل نیست، چرا که همان مسائلی که در نظام رای‌گیری بر مبنای اکثریت وجود دارند در اینجا هم دیده می‌شوند. یک گروه از افرادی که با هم هم فکر هستند، با تعداد بسیاری نامزد مواجه می‌شوند که شاید در انتخابات حتی یکی از آن‌ها ناکام بمانند یا شاید تعداد انتخابی ایشان کمتر از تعدادی باشد که واقعاً برای محل مورد نظر نیاز بوده‌است. میزان تناسبی بودن این نظام بستگی به میزان هماهنگی میان رای‌دهندگان دارد.

### نظام رای‌گیری محدود
رای‌گیری محدود یکی از اشکال نظام‌های چند برنده‌ای است که در آن به هر یک از رای‌دهندگان تعداد کمتری رأی به نسبت کرسی‌های موجود اعطا می‌شود. ساده‌ترین و رایج‌ترین شکل رای‌گیری محدود، تک رای غیرقابل انتقال است. این نظام می‌تواند به عنوان گونه‌ای خاص از نظام رای‌گیری انباشتی در نظر گرفته شود که در آن یک رأی نمی‌تواند به بیش از یک نامزد تعلق بگیرد.
برای مثال، در انتخاباتی که برای تعیین تکلیف برای چهار کرسی صورت می‌پذیرد، یک نامزد نیاز به بیست درصد آرا دارد تا انتخاب شدن وی تضمین شود. در این مورد ائتلاف چهل درصدی رای‌دهندگان می‌تواند دو کرسی از مجموع چهار کرسی را با توزیع آرا میان دو نامزد مشخص تضمین کند. در مقایسه تک رأی غیرقابل انتقال مقرر می‌سازد که هر یک از افراد باید به یک نامزد رأی دهند و به این گونه هر رأی تنها می‌تواند باعث برنده شدن یک نامزد شود و تنها یک نفر را صاحب کرسی کند. این محدودیت، رای‌گیری و شمارش آرا را ساده‌تر می‌کند ولی با استفاده از آن نتایج انتخابات غیر قطعی تر خواهند بود.

### شیوه‌های اکثریتی
بسیاری از شیوه‌های رای‌گیری چند برنده‌ای استثنائات ساده‌ای بر شیوه‌های تک برنده‌ای می‌باشند، بدون در نظر داشتن این هدف که به نتایجی تناسبی دست یابند. در این نظام‌ها هر رای‌گیری تعداد رای‌های خاص خود را دارد که به سادگی برندگان افرادی هستند که در بالای لیست بعد از شمارش آرا قرار خواهند گرفت. به همین دلیل‌ها و به این دلیل که نامزدها به یک باره برندهٔ انتخابات می‌شوند و هیچ چیز جز رأی مستقیم رای‌دهندگان در تعیین این امر دخیل نیست، این گونه شیوه‌ها، اکثریتی خوانده می‌شوند.

## روش‌های تک برنده‌ای
نظام‌های تک برنده‌ای می‌توانند بر اساس نوع برگه‌های رأی شان طبقه‌بندی شوند. در نظام‌های تک رایی، یک رای‌دهنده فقط یک گزینه برای انتخاب کردن دارد. در نظام‌هایی که مبتنی بر درجه‌بندی نامزدها هستند، هر رای‌دهنده نامزدها را به ترتیب اولویت و ترجیح درجه‌بندی می‌کند. در نظام‌هایی که مبتنی بر امتیاز دهی می‌باشند، رای‌دهندگان به هر نامزد یک امتیاز بنا بر نظر خودشان می‌دهند.

### روش‌های تک رایی یا رای ترتیبی
رایج‌ترین شیوهٔ تک برنده‌ای تاکنون شیوه اکثریت بوده‌است که هر کس که بیشترین آرا را از آن خود کند، برنده انتخابات می‌باشد و قید و شرط دیگری مورد نیاز نیست و در این حالت برنده انتخابات، برنده همه چیز می‌شود و معمولاً به رقبا و دیگر احزاب موجود سهمی تعلق نمی‌گیرد. در این نظام هر یک از رای‌دهندگان تنها یک گزینه برای انتخاب دارند و گزینه‌ای که بیشترین رای‌ها را به خود جذب کند برندهٔ انتخابات خواهد بود، که حتی شاید این بیشترین میزان رای‌ها به اکثریت نسبی تعداد رای‌دهندگان نیز نرسد.

برگه رای در انتخابات‌های دو مرحله‌ای که تنها دو نامزد به مرحلهٔ دوم انتخابات می‌رسند

در بعضی از این گونه نظام‌ها، مرحله‌ای دیگر به انتخابات اضافه می‌شود تا تضمینی باشد برای این که برنده انتخابات صاحب اکثریت نسبی رای‌دهندگان بوده‌است. به این شکل که برای انتخابات ادوار متعددی در نظر می‌گیرند. رایج‌ترین این گونه مدل دو نفر اول است که به دور بعدی راه می‌یابند. در نتیجه دور بعدی انتخابات میان دو نفر اول دور قبلی صورت می‌گیرد و برنده‌ای که از میان این دو انتخاب می‌شود، قطعاً صاحب آرای اکثریت رای‌دهندگان می‌باشد. مدل دیگری نیز برای حفظ این گونه تضمین وجود دارد که مدل حذفی شناخته می‌شود. به این صورت که نفرات ضعیف و کم رأی به ترتیب حذف می‌شوند و انتخابات، مجدداً در دوره‌های متوالی برگزار می‌شود تا نهایتاً برنده انتخابات صاحب رأی اکثریت باشد.
بعضی مواقع روندهای اولیه انتخابات به این شکل صورت می‌گیرند و قبل از برگزاری انتخابات اصلی سعی می‌شود با برگزاری انتخابات‌های متعدد تنها دو نامزد را برای رقابت نهایی تعیین کنند و نهایتاً این دو نامزد (که صاحب بیشترین رای‌ها در دوره‌های ابتدایی بوده‌اند) در انتخابات اصلی شرکت می‌کنند. تفاوت بین این شیوه و شیوه قبلی این است که در این شیوه برندهٔ انتخابات اولیه، به هیچ عنوان برندهٔ انتخابات تلقی نمی‌شود، بلکه تنها شرط حضور و رقابت در انتخابات اصلی را به دست آورده‌است؛ ولی در شیوه قبلی نفر اول انتخابات دور اول در واقع برنده انتخابات بوده‌است ولی به دلیل این که نتوانسته اکثر آرا را از آن خود کند باید دوباره در دور بعدی با نفر بعد از خود رقابت کند.

### روش‌های اخذ رای درجه‌بندی شده

برگه رای درجه‌بندی شده که رای‌دهنده باید به ترتیب اولویت نامزدها را رتبه‌بندی کند

این شیوه‌ها که همچنین با نام روش‌های رای‌گیری ترجیحی نیز شناخته شده هستند، شیوه‌هایی می‌باشند که به هر یک از رای‌دهندگان اجازه می‌دهند که میان نامزدهای متفاوت به ترتیب اولویت و ترجیح خویش درجه‌بندی کنند. اغلب احتیاج نیست که میان تمام نامزدها این درجه‌بندی صورت پذیرد و اگر رای‌دهنده‌ای نامزد یا نامزدهایی را در درجه‌بندی خویش ذکر نکرد، معمول این است که آن‌ها را در آخر لیست قرار می‌دهند. بعضی از برگه‌های رأی در نظام درجه‌بندی به رای‌دهندگان اجازه می‌دهند که به چند نامزد درجه و امتیاز یکسان بدهند.
رایج‌ترین شیوهٔ این نظام رای‌گیری، رای جایگزین است و به این ترتیب می‌باشد که شیوه‌ای حذفی برای انتخاب نامزد برنده اتخاذ می‌شود. به این شکل که در هر دور از شمارش و بازنگری آرا نامزدی که کمتر مورد امتیاز دهی و رتبه‌بندی توسط رای‌دهندگان قرار گرفته از دور رقابت حذف می‌شود و در ادوار بعدی اگر امتیازی داشته‌است میان نامزدهایی که هنوز حذف نشده‌اند و توان رقابت را دارند تقسیم می‌شود. این ادوار به همین نسق ادامه می‌یابند تا این که بالاخره کسی برنده شود که صاحب اکثریت آرا و امتیازها باشد.
این شیوهٔ رای‌گیری اقسام و اشکال متعددی دارد که هر یک از آن‌ها سازوکار خاص و ویژه‌ای را برای اخذ آرا در نظر می‌گیرند.

### روش‌های اخذ رای امتیاز دهی شده

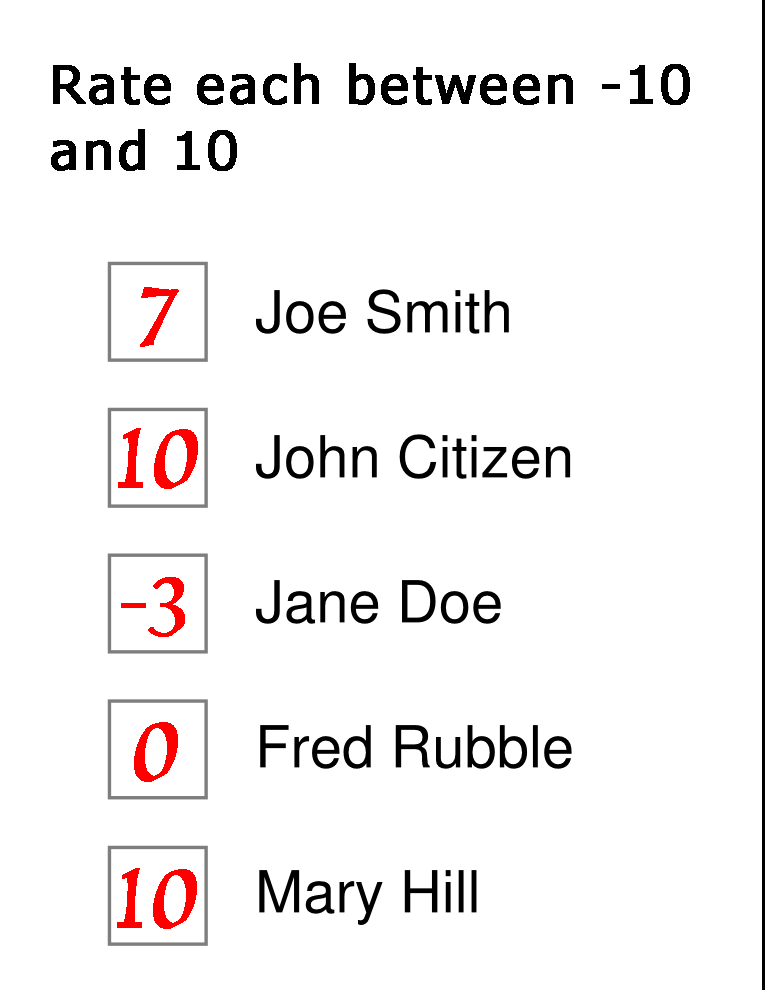
برگه رای امتیازبندی شده که رای‌دهنده باید به هر نامزد مستقلاً امتیاز مورد نظر خود را بدهد. در این برگه رای امتیاز دهی باید در بازه‌ای مخصوص (از مثبت ده تا منفی ده) باشد.

برگه رای‌های امتیازبندی شده حتی اجازه انعطاف‌پذیری بیشتری را نسبت به برگه رای‌های درجه‌بندی شده، می‌دهند. اما روش‌های محدودی طراحی شده تا بتوان از این شیوه رای‌گیری استفاده کرد. هر رای‌دهنده به هر یک از گزینه‌ها امتیازی را می‌دهد؛ امتیازهای درج شده باید عددی باشند و این بازه باید ذکر شده باشد (برای مثال از صفر تا صد) یا این که به حالت رتبه‌بندی انجام یابد مثلاً الف. ب.پ. ت و….
برگه رای‌های امتیازبندی شده می‌توانند در روش‌های درجه‌بندی شده نیز مورد استفاده قرار بگیرند. بعضی از روش‌های درجه‌بندی شده در نظر می‌گیرند که تمام درجه‌بندی‌های انجام شده در برگه‌های رای، از یکدیگر متمایز هستند و امتیاز هر یک از نامزدها با دیگری متفاوت است، ولی بسیاری از رای‌دهندگان دوست دارند به نامزدهای متعدد امتیاز یکسان بدهند.
یکی دیگر از اقسام این نظام رای‌گیری امتیاز دهی در یک بازه است. در این روش، رای‌دهندگان به هر یک از گزینه‌ها در یک بازه امتیاز می‌دهند، و گزینه‌ای که بیشترین میزان امتیاز، یا امتیاز بالای میانگین را به دست می‌آورد، برنده اعلام خواهد شد. روش مطرح دیگری نیز در این شیوه‌های امتیاز دهی در بازه‌ای خاص وجود دارد با نام داوری اکثریت، که در این روش هم از برگه رای‌های مشابهی استفاده می‌شود اما برنده تنها نامزدی است که بیشترین میزان امتیاز را به دست آورده‌است.

برگه رای تأییدی که نیازی نیست رای‌دهنده امتیازی به نامزد مورد نظر بدهد و فقط باید نامزد یا نامزدهای مورد نظر خویش را مشخص کند.

رای‌گیری تأییدی نام قسم دیگری از انواع این نظام است که در آن رای‌دهندگان به هر تعداد نامزدی که دوست داشته باشند رأی می‌دهند و به عنوان نمونه‌ای برای داوری اکثریت می‌تواند در نظر گرفته شود که امتیازهای قابل اعطا در آن تنها صفر و یک هستند. این شیوه، اخیراً مورد مطالعات بسیار قرار گرفته و در این میان، برامز خاطر نشان کرده‌است که دلیل اصلی این که این شیوه انتخاباتی خیلی در بعضی از جوامع در انتخابات‌های عمومی شان مورد پذیرش و اعمال قرار نگرفته‌است این است که این جوامع از فقدان حمایت داخلی مردم خویش رنج می‌برند.
انواع مختلفی از این نظام‌های رای‌گیری انباشتی وجود دارد. نظام‌هایی که رای‌دهندگان در آن‌ها به تعداد گزینه‌های موجود، رأی برای دادن دارند، و می‌توانند این رأی‌هایشان را هر گونه که مایل هستند میان نامزدها توزیع کنند؛ همه را در صندوق یک نامزد بریزند یا با هر الگوی دیگری رأی‌هایشان را خرج کنند. این شیوه‌های رای‌گیری بیشتر در اجتماعاتی نظیر شرکت‌ها صورت می‌پذیرد و شیوه‌ای مناسب برای مثلاً تعیین هیئت مدیره شرکت‌ها به حساب می‌آید. شاید بتوان گفت که این شیوه رای‌گیری بیش و پیش از همه توسط لانی گینی‌یر (به انگلیسی: "Lani+Guinier"&dq=inauthor:"Lani+Guinier"&hl=en&ei=9i4FTbTjOISisAOZ_tWBDQ&sa=X&oi=book_result&ct=result&redir_esc=y Lani Guinier) تأسیس شده و مورد استفاده قرار گرفتند.

## تاریخچه

### دموکراسی‌های اولیه
رای‌گیری یکی از ویژگی‌های اساسی دموکراسی از قرن ششم قبل از میلاد بوده‌است، وقتی که دموکراسی از طریق دموکراسی یونانی به جهان معرفی شد. با این وجود در دموکراسی آتن، رای‌گیری به عنوان غیر دموکراتیک‌ترین شیوه در میان دیگر روش‌های موجود برای انتخاب مقامات رسمی در آن جا به‌شمار می‌رفت، و استفاده از آن رواج کمی داشت، چرا که این باور در میان مردم بود که انتخابات‌ها باعث انتخاب شدن افراد ثروتمند و بیشتر شناخته شده هستند و شهروندان معمولی در این شیوه شانسی نخواهند داشت. دیدگاهی که برای مردم آن زمان آتن بیشتر دموکراتیک به نظر می‌رسید این بود که تمام مردم در مجمعی که به روی عموم باز و آزاد است، جمع شوند و در آنجا از طریق قرعه مقامات رسمی انتخاب شوند که برای دوره‌ای به کار و خدمت برای شهر و کشور بپردازند. یکی از اولین انتخابات‌های ثبت شده در آتن یک رای‌گیری اکثریتی بود که هیچ‌کس میلی به برنده شدن در آن نداشت؛ در این روند که نفی بلد خوانده می‌شد، رای‌دهندگان به شهروندانی که بیشتر از همه می‌خواستند به مدت ده سال از آتن طرد و تبعید شوند، رأی می‌دادند. بیشتر انتخابات‌ها در دوره اولیه دموکراسی‌ها به شیوه‌های اکثریتی برگزار می‌شدند با میزانی تغییر و تفاوت در سازوکارهای جزئی، اما در این میان استثنائی وجود دارد و آن ونیز در قرن سیزدهم است که برای انتخاب شورای عالی خود از شیوه‌ای استفاده کرد که ما امروزه آن را با نام شیوه تأییدی می‌شناسیم و به نوعی شیوه انباشت آراء می‌باشد.
نظام ونیزی‌ها برای انتخاب اعضای این شورا، روندی خاص و پیچیده بود. این روند از پنج دور برای تعیین نامزدها و پنج دور برای رای‌گیری تأییدی تشکیل می‌شد. در آغاز پنج دور ابتدایی که برای تعیین نامزدهای انتخابات اصلی برگزار می‌شدند، سی نفر انتخاب می‌شدند که تا پایان این پنج دور به نه نفر کاهش می‌یافتند. این هیئت انتخاب کنندگان نامزدهای انتخابات اصلی که نه نفر بودند، چهل نفر را برای شرکت در انتخابات تأییدی تعیین می‌کردند تا وارد رقابت شوند، این چهل نفر تا دوره‌های بعدی به دوزاده نفر کاهش می‌یافتند. این چرخه با اعداد متفاوت در دورهای دیگر نیز تکرار می‌شد تا این که نهایتاً چهل و یک نفر برای ادارهٔ شورا مورد انتخاب و تأیید رای‌دهندگان قرار می‌گرفتند. علی‌رغم پیچیدگی‌های این مدل، چنین نظامی تضمین‌کنندهٔ این بود که سهم‌ها به‌طور مطلوب در میان نامزدها تقسیم شده‌اند و برنده این انتخابات بازتاب دهندهٔ نظر هم اکثریت و هم اقلیت می‌باشد. این روند با تغییراتی اندک سیاست اصلی جمهوری ونیز برای سالیان متعدد باقی ماند و در طول عمر پانصد سالهٔ این جمهوری یعنی از سال ۱۲۶۸ تا ۱۷۹۷ تأثیرات قابل توجهی را از خود باقی گذاشت.

### مبانی نظریه‌های انتخاباتی

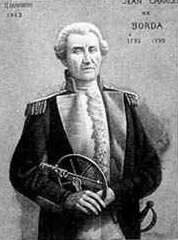
ژان چارلز بوردا، یکی از پیشگامان نظریه‌های انتخاباتی

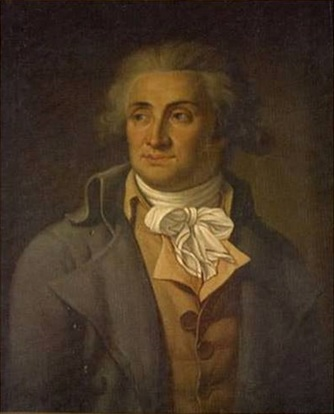
مارکوس کوندورسه، یکی دیگر از پیشگامان نظریه‌های انتخاباتی

نظریه‌های انتخاباتی در زمان انقلاب فرانسه تبدیل به یک رشته مورد توجه در فضای دانشگاهی شدند. ژان چارلز دو بوردا (به فرانسوی: ژان-شارل د بردا) شیوهٔ شمارش آرا بوردا را در سال ۱۷۷۰ به عنوان روشی برای انتخاب اعضای دانشگاه فرانسوی علوم، پیشنهاد داد. نظام پیشنهادی وی توسط مارکوس دو کوندورسه (به فرانسوی: Marquis de Condorcet) مورد مخالفت قرار گرفت که به جای نظام وی نظام دو به دو را پیشنهاد می‌داد، این شیوه هم چنین با نام شیوهٔ کوندورسه نیز شناخته شده می‌باشد. وی هم چنین دربارهٔ تضاد کوندورسه هم نوشته‌است، که خود آن را لزوم ترجیح اکثریت نیز می‌نامد.
در حالی که کوندورسه و بوردا معمولاً به عنوان بنیان‌گذاران نظریه‌های رای‌گیری در نظر گرفته می‌شدند، پژوهش‌های اخیر نشان داده‌است که فیلسوفی با نام رامون لول (به انگلیسی: Ramon Llull) در قرن سیزدهم به تمام دستاوردهای این دو نفر رسیده بود. متونی که وی در آن‌ها به توضیح این روش‌های رای‌گیری و نظریه‌ها پرداخته بود، در تاریخ گم شده بودند تا این که نهایتاً در سال ۲۰۰۱ کشف شده و مورد استفاده قرار گرفتند.
بعدتر در قرن هجدهم موضوع مرتبط دیگری یعنی تقسیم سهم‌ها مورد مطالعه قرار گرفت. این عزم برای مطالعه و پژوهش دربارهٔ شیوه‌های صحیح و منصفانه تقسیم سهام در انتخابات‌ها در واقع از قانون اساسی ایالات متحده نشات می‌گیرد، که مقرر می‌داشت کرسی‌های مجلس نمایندگان ایالات متحده باید به گونه‌ای متناسب با جمعیت ایالات میان آن‌ها تقسیم شود، ولی البته دربارهٔ جزئیات و سازوکار اجرایی آن ساکت بود. انواع مختلفی از روش‌ها توسط نظریه پردازان آمریکایی همچون الکساندر همیلتون، توماس جفرسون و دنیل وبستر ارائه شد. بعضی از این روش‌هایی که در ایالات متحده کشف و ارائه شدند ریشه‌هایی در اروپای قرن نوزدهم دارند، مانند برخی سازوکارهای اختصاص کرسی‌های مجلس نمایندگان در انتخابات‌های میان دوره‌ای. نتیجه این شد که بسیاری از این روش‌های ساخته و به کار گرفته شده در ایالات متحده دارای دو نام شدند، یکی نام آمریکایی شان و دیگری نامی که در اروپا به آن شناخته می‌شدند.
تک رای قابل انتقال توسط کارل آندره در دانمارک در سال ۱۸۵۵ و همین‌طور توسط توماس هیر در انگلستان در سال ۱۸۵۷ ارائه و به کار گرفته شد. کارهای این دو فرد ممکن است از یکدیگر مستقل بوده یا نبوده باشند. انتخابات‌هایی که مبتنی بر تک رای‌های قابل انتقال بودند اولین بار در دانمارک در سال ۱۸۵۶ مورد استفاده قرار گرفتند و وقتی در تاسمانی در سال ۱۸۹۶ به کار بسته شدند، توسط اندرو اینگلیس کلارک (به انگلیسی: Andrew Inglis Clark) بهبود یافتند. فهرست حزبی که در نظام نمایندگی تناسبی به کار گرفته می‌شود، اولین بار در انتخابات‌های مجالس قانون‌گذاری در اروپا در اوایل قرن بیستم مورد استفاده قرار گرفت و بلژیک اولین کشوری بود که در سال ۱۸۹۹ از آن بهره جست. از آن زمان روش‌های تناسبی و نیمه تناسبی تقریباً در تمام کشورهای دموکراتیک مورد استفاده قرار گرفته‌اند و بزرگ‌ترین استثنائات آن مستعمرات سابق بریتانیا بوده‌اند.

### احیای روش تک برنده‌ای
بعد از گسترش سریع استفاده از روش‌های چند برنده‌ای در نظام‌های انتخاباتی، نظریه پردازان در اواخر قرن نوزدهم دوباره به سراغ مطالعه و بررسی روش‌های تک برنده‌ای رفتند و دست به انتشار آثاری در اینباره زدند. این اتفاق در حوالی سال ۱۸۷۰ شروع شد، وقتی که ویلیام رابرت ویر پیشنهاد استفاده و اعمال تک رأی قابل انتقال را در انتخابات‌های تک برنده‌ای داد. بعد از این اتفاق، به زودی دیگر نظریه پردازانی که از تکنیک‌های ریاضیات در نظریه‌های خویش استفاده می‌کردند شروع به کار کردن بر روی نظریه کوندورسه و تغییر آن کرده و شیوه‌ای نوین را ابداع کردند. ادوارد جی نانسن (به انگلیسی: Edward J. Nanson)دست به تلفیق شیوه کوندورسه با روش بوردا زد و روشی جدید را بنیان نهاد که شیوه نانسن نامیده می‌شود. چارلز دادسون که با نام لوئیس کارول هم شناخته می‌شود جزوه‌ای را دربارهٔ نظریهٔ رای‌گیری، با تمرکز بر روی نظریهٔ رای‌گیری کوندورسه منتشر کرد. او در این جزوه استفاده از ماتریس را در تحلیل انتخابات‌ها معرفی کرد، که قبل تر از وی نیز در کارهای رامون لول مورد اشاره قرار گرفته بود.
نظام‌های رای‌گیری مبتنی بر درجه‌بندی، نهایتاً حمایت کافی را برای به کار بستن در انتخابات‌های دولتی به دست آوردند. در استرالیا این شیوه اولین بار در سال ۱۸۹۳ به کار بسته شد و به همراه تک رأی قابل انتقال تا به امروز مورد استفاده قرار گرفته‌است. در ایالات متحده در اولیل قرن بیستم، شهرداری‌های مختلفی شروع به استفاده از این شیوهٔ رای‌گیری در انتخابات‌های خود کردند. اما امروزه این شیوه در ایالات متحده در انتخابات‌های دولتی دیگر کاربردی ندارد و حتی در دادگاه ایالتی مینه سوتا مخالف قانون اساسی اعلام شده‌است.

### تأثیر نظریه بازی

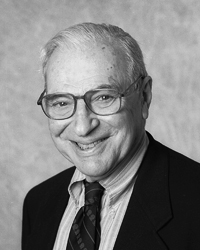
کنث ارو، از پیشگامان نظریه‌های مدرن انتخاباتی

بعد از جان ون نیومان (به انگلیسی: John von Neumann) و دیگر نظریه پردازان و توسعه دهندگان بخش ریاضی نظریه بازی در سال ۱۹۴۰، ابزارهای ریاضیاتی جدیدی در دسترس قرار گرفت که اجازهٔ تحلیل و بررسی داده‌های آماری پروسه‌های رای‌گیری را می‌داد. یکی از این ابزارها موازنه سترگ نش بود که بر پایهٔ کارهای جان نش (به انگلیسی: John Nash) در سال ۱۹۵۰ استوار شده بود. این روش و دیگر شیوه‌های مشابه منجر به نتیجه‌ای قابل توجه در زمینهٔ نظریه‌های رای‌گیری شدند. استفاده از ضوابط ریاضیاتی در ارزیابی نظام‌های انتخاباتی توسط کنث ارو (به انگلیسی: Kenneth Arrow) در این زمینه معرفی شد که نظر خود را در قضیه عدم امکان ارو بیان کرد. این قضیه مقرر می‌داشت یک سری معیارهایی که در بررسی رای‌گیری‌ها مستقیماً مطلوب و مورد نظر هستند در واقع در تضاد با یکدیگر می‌باشند، و این امر نشان دهندهٔ محدودیت‌های ذاتی در زمینهٔ نظریات رای‌گیری است. در میان تمام معیارهایی که ارو آن‌ها را مطلوب در نظر می‌گرفت، معیاری بود که برای بررسی هر نظام رای‌گیری حیاتی به نظر می‌رسید و آن درجه‌بندی اطلاعات موجود در هر رای‌گیری بود؛ بنابراین همان‌طور که جان هرسانیی (به انگلیسی: John Harsanyi) خاطر نشان کرده‌است این معیار باید در تمام نظام‌های رای‌گیری از قبیل رای‌گیری تأییدی، رای‌گیری بر مبنای درجه‌بندی، و داوری اکثریت نصب العین تحلیل گران قرار گیرد.
استفاده از نظریه بازی در تحلیل نظام‌های رای‌گیری منجر به اکتشافات متعددی در هر یک از نظام‌ها به‌طور خاص شد. برای مثال قانون دوورگر (به انگلیسی: Duverger's law) یکی از نمونه‌های بارز این تأثیر است، که نشان می‌دهد کثرت آرا در هر رای‌گیری اغلب منجر به بروز نظام دو حزبی می‌شود. پژوهش‌های بیشتر و بعد تر در این زمینه و دیگر ابعاد نظریه بازی منجر به این شد که استیون برامز (به انگلیسی: Steven Brams) و پیتر فیشبرن (به انگلیسی: Peter Fishburn) نظام رای‌گیری تأییدی را در سال ۱۹۷۷ توسعه و ارتقاء دهند. گرچه نظام رای‌گیری تأییدی قبل از آن هم مورد استفاده بود ولی تا آن موقع به‌طور رسمی موضوع مطالعات دانشگاهی قرار نگرفته بود و رشته یا واحد درسی با این عنوان وجود نداشت، به ویژه به این خاطر که یکی از نظریه‌های اساسی محققان آن دوره را نقض می‌کرد که می‌گفتند روش‌های تک برنده‌ای بر پایه همان درجه‌بندی بر اساس اولویت دسته‌بندی می‌شوند.
نظریه انتخاب عمومی که رشته‌ای است که در آن از الگوها و ابزارهای اقتصادی برای مطالعهٔ رفتار سیاست‌مداران و رای‌دهندگان استفاده می‌کنند نیز از سال ۱۹۵۰ شروع به کار کرد و نظریه بازی یکی از ابزار کلیدی آن بود. این نظریه نیز به شدت هم بر نظریه‌های رای‌گیری تأثیر گذاشته و هم از آن‌ها تأثیر پذیرفته‌است.

### پیشرفت‌های بعد از سال ۱۹۸۰

نقشه کشورهای جهان بر اساس نظام‌های انتخاباتی در سال ۲۰۱۲

نظریه‌های انتخاباتی امروزه به همان اندازه خود نظام‌های انتخاباتی محور بحث و بررسی‌های علمی و دانشگاهی قرار می‌گیرند. امروزه دیگر هر توضیحی که دربارهٔ نقطه ضعف یا قوت یک نظام انتخاباتی ارائه می‌شود باید با ضوابط و معیارهای ریاضیاتی پشتیبانی شود. پژوهش‌های اخیر در زمینه نظریه‌های رای‌گیری باعث پدیدآیی معیارها و روش‌هایی نوین در این عرصه شده‌اند.
دانشمندان علم سیاست در قرن بیستم مطالعات متعددی را دربارهٔ تأثیرات نظام‌های انتخاباتی بر انتخاب رای‌دهندگان و احزاب سیاسی و هم چنین بر روی پایداری و ثبات سیاسی منتشر کرده‌اند. تعداد اندکی از دانشمندان هم چنین بر روی تأثیراتی که باعث شده‌اند یک ملت نظام رای‌گیری شان را متحول کرده و آن را تغییر دهند، مطالعه کرده‌اند. یکی از چهره‌های شاخص در زمینهٔ نظریه‌های رای‌گیری نیکولاس تایدمن (به انگلیسی: Nicolaus Tideman) است. وی مفهوم نامزدی راهبردی و تأثیر تباه‌کننده را در این عرصه ابداع کرده و به توضیح و تفسیر آن‌ها پرداخته‌است. هم چنین دونالد جی ساری (به انگلیسی: Donald G. Saari) برداشت‌های نوینی را بر نظریهٔ بوردا در کتابی که در سال ۲۰۰۱ منتشر کرده، ارائه کرده‌است. نکتهٔ اصلی وی در این کتاب استفاده از الگوهای مکانی برای قرار دادن نظام رای‌گیری مناسب و صحیح است.
استفادهٔ روزافزون از پردازش توسط کامپیوترها باعث افزایش کارآمدی و استفاده از روش‌های مختلف تحلیل نظام‌های رای‌گیری شده‌است و به ویژه روش‌های ریاضیاتی و محاسباتی از سهولت بیشتری برخوردار شده‌اند و دیگر می‌توان هر انتخابات را با جزئیات ریز بسیار مورد تحلیل و بررسی قرار داد.
ظهور اینترنت نیز باعث افزایش علاقه به نظام‌های رای‌گیری شده و موجب آن شده تا بتوان انتظار بروز نظام‌هایی جدید و ویژگی‌های متنوع را در این زمینه داشت. برخلاف رشته‌های ریاضیات و دیگر رشته‌های عملی، نظریه‌های انتخاباتی عموماً می‌توانند توسط افراد عادی و غیر متخصص نیز پیگیری شده و حتی توسط آنان به دستاوردهای جدیدی برسند کما این که این اتفاق در طول تاریخ این رشته همیشه رخ داده‌است و اینترنت می‌تواند عاملی مهم در تسریع این امر باشد.
مطالعه نظام‌های رای‌گیری باعث تأثیرگذاری در زمینه تغییر و اصلاحات انتخاباتی در حوالی دهه ۱۹۹۰ شده‌است، وقتی که نظریه پردازان پیشنهاد کردند تا جایگزینی برای رأی اکثریت توسط دیگر روش‌ها پیدا و ارائه شود. برای مثال، نیوزیلند از شیوه تناسبی مختلط برای انتخابات مجلس خویش در سال ۱۹۹۳ و از تک رأی قابل انتقال در بعضی انتخابات‌های محلی در ۲۰۰۴ بهره جست. با در نظر داشتن این که شیوه رأی اکثریت یک شاخصه کلیدی در نتایج انتخابات ریاست جمهوری ایالات متحده در سال ۲۰۰۰ بود، بسیاری از شهرداری‌ها شروع به اعمال و استفاده از دیگر شیوه‌های رای‌گیری در انتخابات‌های محلی خود کردند. استان کانادایی بریتیش کلمبیا دو همه‌پرسی نا موفق را در سال‌های ۲۰۰۵ و ۲۰۰۹ برگزار کرد تا بتواند نظام تک رأی قابل انتقال را در انتخابات‌های خویش اعمال کند، و اونتاریو دیگر استان کانادا، همه‌پرسی نا موفق دیگری را در ده اکتبر ۲۰۰۷ برگزار کرد که آیا از نظام تناسبی مختلط در انتخابات‌ها استفاده کند یا خیر. نکته‌ای که لازم است ذکر شود این است که امروزه طیف بسیار گسترده‌تری از نظام‌های انتخاباتی در نهادهای غیردولتی (NGO) مورد استفاده قرار می‌گیرند.
گرچه تمام نظریه پردازان به اشتراک نظر دربارهٔ این که کدام یک از نظام‌های انتخاباتی بهترین هستند، نرسیده‌اند، بسیاری بر این عقیده‌اند که وجود گزینه‌های متعدد خیلی بهتر از نظام‌های مبتنی بر نظر صرف اکثریت می‌باشد. برای مثال، اعلامیه مدافعان اصلاح شیوه انتخابات از اصلاح شیوه تک برنده‌ای حمایت می‌کنند.
یکی دیگر از بحث‌هایی که اخیراً در این حوزه مطرح شده‌است تأثیر دموکراسی الکترونیک و مجازی بر نظام‌های رای‌گیری می‌باشد. و به این گونه است که دیجیتالی شدن روندهای دموکراتیک از جمله خود روند رای‌گیری باعث تسهیل در مطالعه و تحلیل این نظام‌ها شده‌است. با این وجود برخی از نظریه پردازان دربارهٔ امنیت این گونه انتخابات‌ها مشکوک هستند و به نظرشان این شکل از انتخابات قابلیت به خطر افتادن امنیت و اطلاعات رای‌دهندگان و تقلب در انتخابات را دارد و معتقدند بهترین و مطمئن‌ترین راه همان شیوهٔ سابق برگه رای‌های کاغذی است؛ ولی به هر صورت استفاده از فناوری‌های پیشرفته روز به روز جای بیشتری را برای خود در نظام‌های انتخاباتی در سراسر دنیا باز می‌کند.